# Grand Slam Tennis 2
Grand Slam Tennis 2 es un videojuego de tenis, desarrollado por EA Canada y distribuido por EA Sports para las plataformas PlayStation 3 y Xbox 360. Se lanzó una demo descargable del videojuego el 10 de enero de 2012.

## Jugabilidad
El videojuego incluye la licencia de los cuatro Grand Slam. El juego incluye soporte para PlayStation Move aunque no para Kinect.

## Jugadores
| ATP - Novak Djoković - Roger Federer - Lleyton Hewitt - Andy Murray - Rafael Nadal - Kei Nishikori - Andy Roddick - Jo-Wilfried Tsonga WTA - Ana Ivanović - María Sharápova - Serena Williams - Venus Williams | Leyendas de la ATP - Boris Becker - Björn Borg - Pat Cash - Stefan Edberg - John McEnroe - Pete Sampras - Michael Stich Leyendas de la WTA - Lindsay Davenport - Chris Evert - Justine Henin - / Martina Navratilova |

## Torneos

### Campeonatos con licencia
- Abierto de Australia
- Campeonato de Wimbledon
- Torneo de Roland Garros
- Abierto de Estados Unidos

### Campeonatos sin licencia
- EA SPORTS Shanghái - Dura
- EA SPORTS Geneva - Polvo de ladrillo
- EA SPORTS Dubái - Dura
- EA SPORTS Brighton - Césped

## Canchas
Canchas Licenciadas
- Wimbledon - Londres - Grass Centre Court
- The Championships, Wimbledon - Londres - Grass No. 1 Court (Wimbledon)
- The Championships, Wimbledon - Londres - Grass No. 3 Court (Wimbledon)
- Roland Garros - París - Clay Court Philippe Chatrier
- Roland Garros - Paris - Clay Court Suzanne Lenglen
- Roland Garros - Paris - Clay Court No. 15
- Australian Open - Melbourne - Hard Rod Laver Arena
- Australian Open - Melbourne - Hard Hisense Arena
- Australian Open - Melbourne]- Hard Court 15
- US Open - New York - Hard Arthur Ashe Stadium
- US Open  - New York - Hard Louis Armstrong Stadium
- US Open - New York - Hard Court 9

Canchas no Licenciadas
- EA Sports Brighton  - Grass Court 1
- EA Sports Dubái - Hard Court 1
- EA Sports Geneva - Clay Court 1
- EA Sports Shanghái - Hard Court 1

## Banda sonora
- / Akon - "Takin' it Off"
- Havana Brown - "We Run the Night"
- Childish Gambino - "Heartbeat"
- Medina - "Addiction"
- Sean Paul - "She Doesn't Mind"
- Buraka Som Sistema - "Hangover"